# Maquer (Ort)
Maquer (Maker) ist ein Ort auf der südostasiatischen Insel Atauro, die zu Osttimor gehört. Das Dorf befindet sich auf einer Meereshöhe von 9 m an der Westküste, in der Aldeia Maquer (Suco Beloi, Gemeinde Atauro), nah der Grenze zum Suco Macadade. Nördlich liegt das Kap Ponta Bi Sé. In Maquer gibt es eine Grundschule.